# ドミニク・デイ
ドミニク・デイ（Dominic Day、1985年8月22日 - ）は、ウェールズのラグビー選手。

## プロフィール
- ウェールズ・ハーヴァーフォードウェスト出身。
- ポジションはロック(LO)。
- 身長 198cm、体重 116kg
- ウェールズ代表キャップは3(2020年6月現在)。
- ラグビーワールドカップ2015のウェールズ代表に選ばれた[1]。

## 略歴
ラネリーRFC、ランドベリーRFC、スカーレッツ、バースを経て、2016年、トヨタ自動車ヴェルブリッツに加入。同年8月27日に行われたジャパンラグビートップリーグ第1節の豊田自動織機シャトルズ戦にて先発出場で日本での公式戦初出場を果たす。
2017年、トヨタ自動車ヴェルブリッツを退団後、レベルズ、サラセンズを経て、2019年、サンディエゴ・リージョンに加入。